# Distrito fitogeográfico subantártico valdiviano

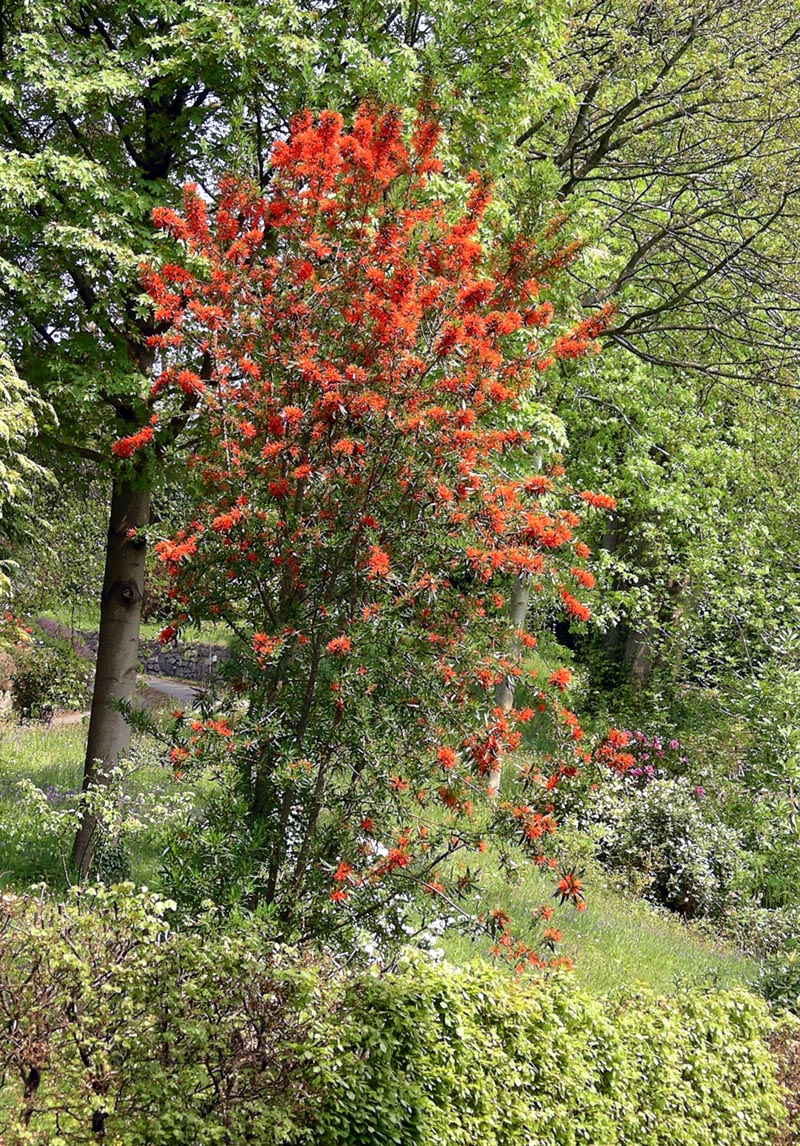
El notro (Embothrium coccineum), arbolito común en los lugares abiertos de este distrito.

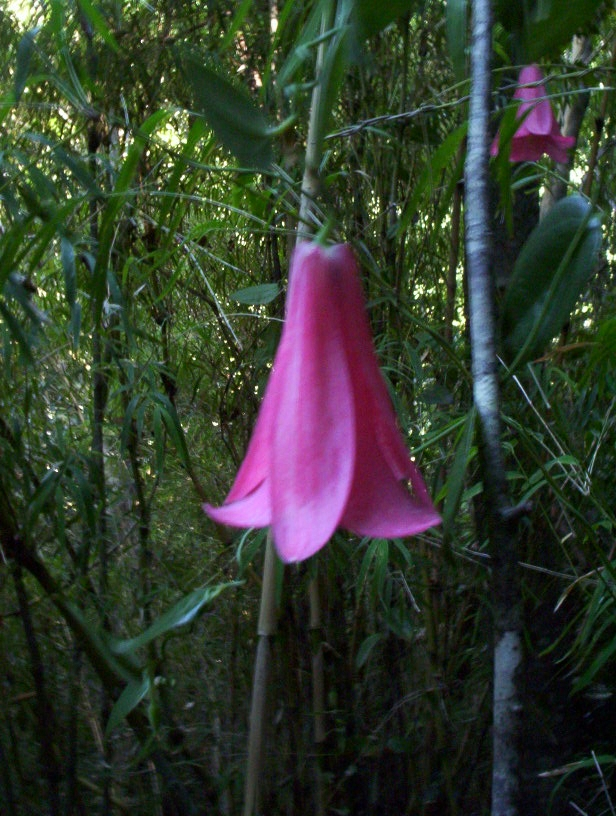
El copihue (Lapageria rosea), enredadera típica de este Distrito fitogeográfico.

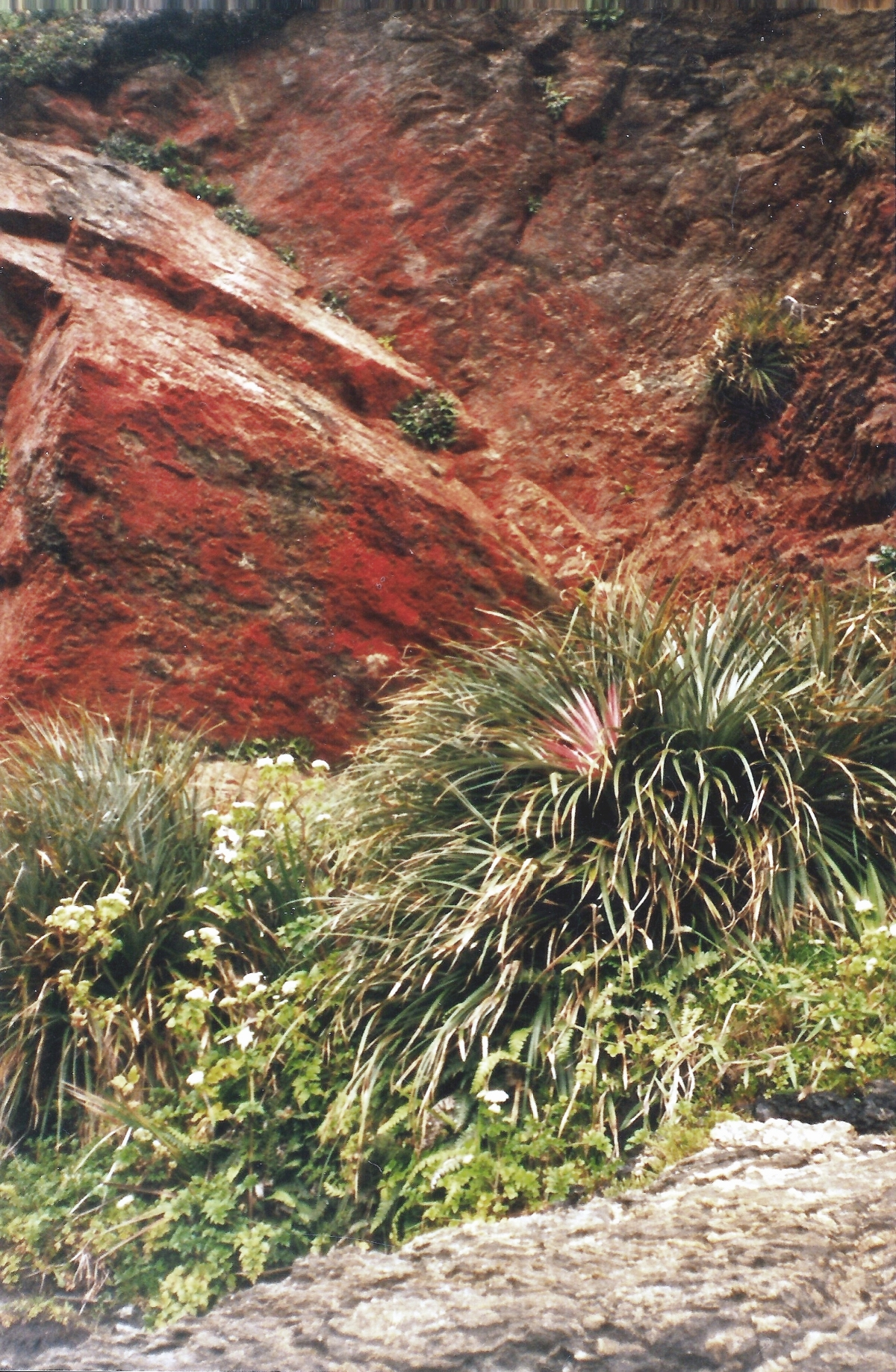
Playa de Huentemó, comuna de Chonchi, isla Grande de Chiloé, Chile. Roca con líquenes rojos y planta de poe (Fascicularia bicolor), una bromeliácea característica de este Distrito fitogeográfico.

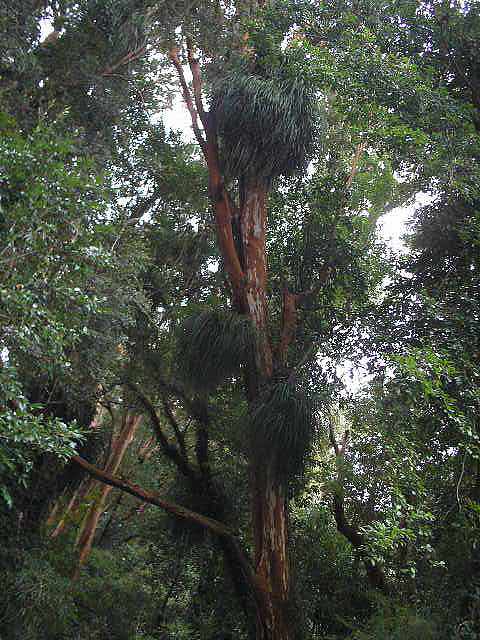
Plantas de poe (Fascicularia bicolor) sobre un arrayán (Myrceugenella apiculata).

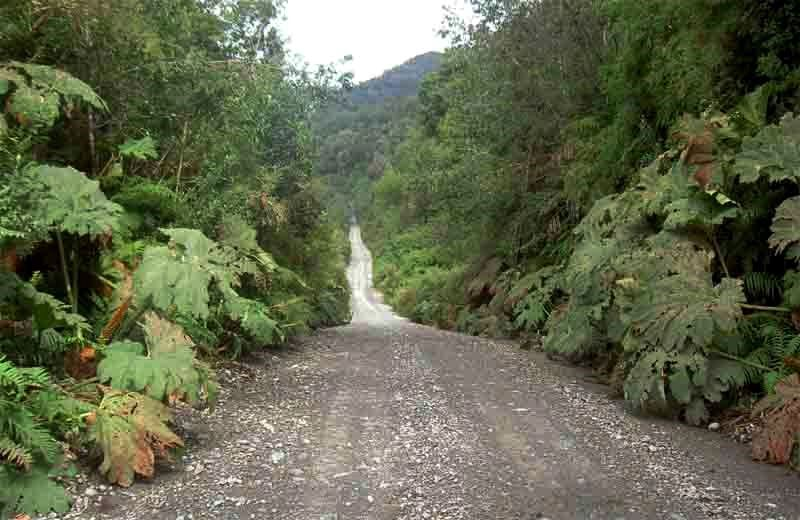
El pangue (Gunnera tinctoria), enorme herbácea característica de este Distrito fitogeográfico, cubriendo las márgenes de la Carretera Austral entre Caleta Gonzalo y Chaitén.

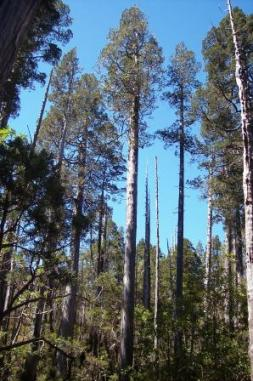
El alerzal de alerce patagónico, enorme árbol característico de las localidades más lluviosas de este Distrito fitogeográfico.

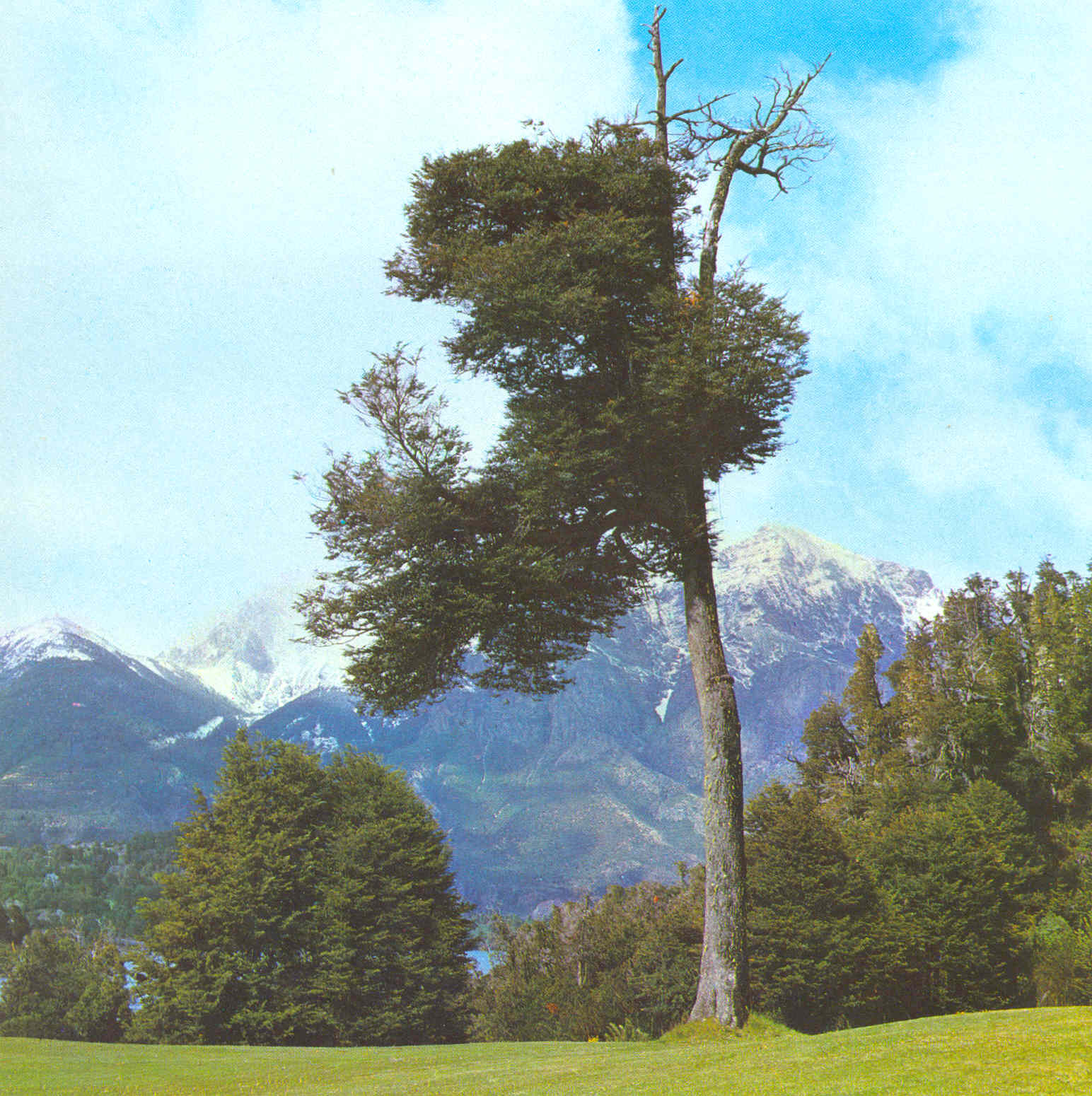
El coihue común es el árbol emblemático del Distrito fitogeográfico Subantártico Valdiviano.

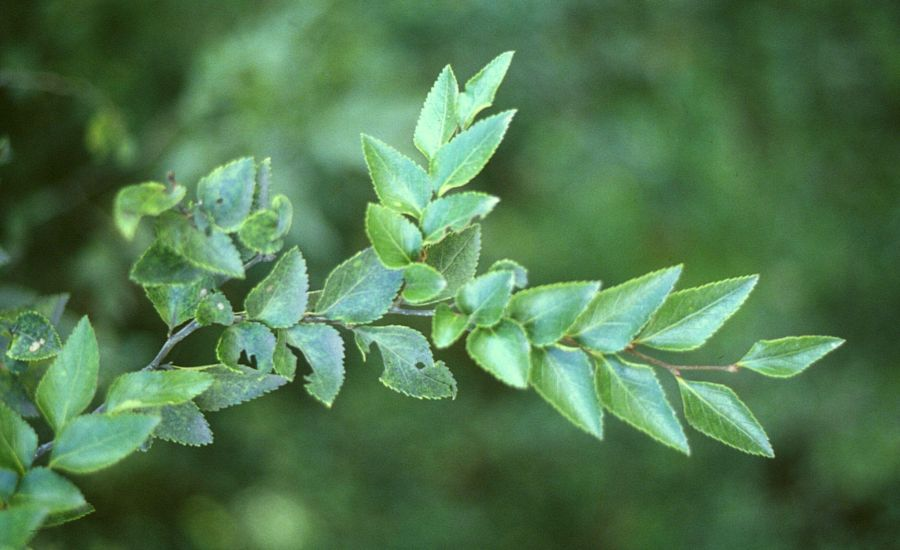
El coihue de Chiloé es el árbol característico de los bosques de menor altitud del Distrito fitogeográfico Subantártico Valdiviano.

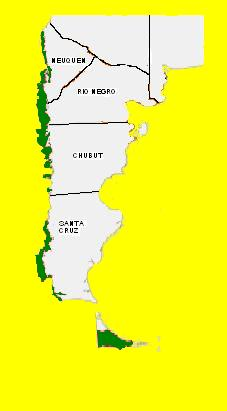
Área que cubren los Bosques andino patagónicos en Argentina.

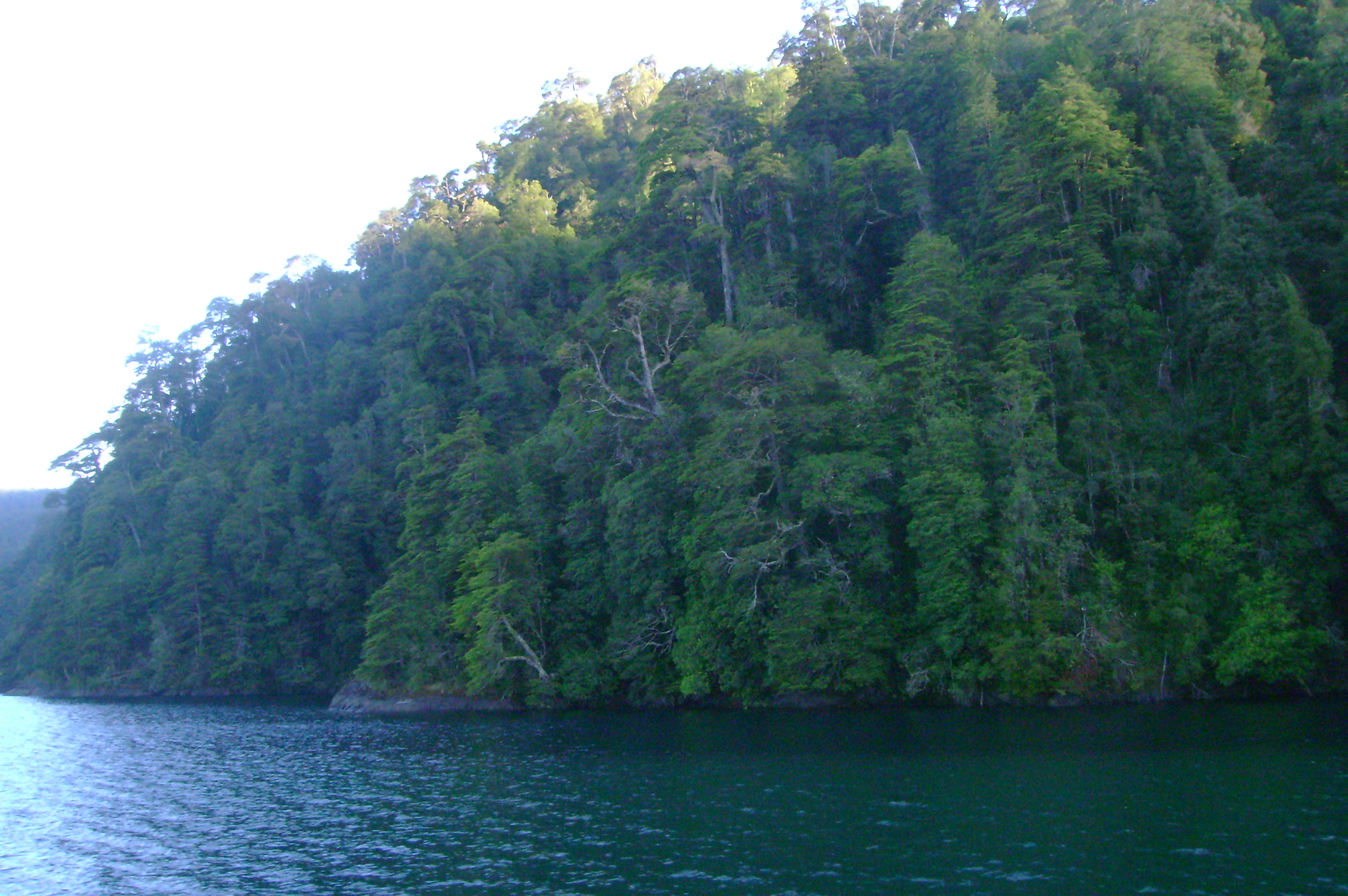
Lago Pirihueico, sur de Chile, bosque de coihue, el árbol emblemático del Distrito fitogeográfico Subantártico Valdiviano.

El Distrito fitogeográfico subantártico valdiviano es una de las secciones en que se divide la Provincia fitogeográfica Subantártica, cubriendo la porción sudoeste del Cono Sur americano. Se caracteriza por presentar distintas formaciones de bosques templados y templado-fríos perennifolios lluviosos, donde generalmente dominan los coigües, altos árboles perennifolios del género Nothofagus, junto con numerosas dicotiledóneas arbóreas, coníferas, bambúseas, lianas, epífitas, etc. Es el distrito más húmedo de la Provincia fitogeográfica Subantártica. En estos bosques dominan géneros e incluso familias de distribución austral, siendo su flora variada, y riquísima en endemismos. En suelos empapados de humedad se encuentran ñadis y turberas.

## Sinonimia
A esta formación, el distrito fitogeográfico Subantártico Valdiviano, también se la conoce como: Subregión de los Bosques de Coníferas de Valdivia, Bosque Valdiviano, Subregión de Bosque Laurifolio Valdiviano, Bosque templado de tipo Valdiviano, Bosque húmedo pluvial Valdiviano, Bosque laurifolio Valdiviano, Selva Valdiviana, Región Valdiviana, Región del Bosque Lluvioso Valdiviano, Selva pluvial Valdiviana, Pluviselva Valdiviana Siempreverde, Provincia del Bosque Valdiviano, Subprovincia Valdiviana, etc; y en el contexto de toda la Provincia fitogeográfica: Región de los Bosques Subantárticos, Formación de los bosques Antárticos, Distrito Subantártico de Sudamérica, Bosques Subantárticos, Foresta Magallánica, Notohyle, Bosques Sudamericanos Subantárticos, Bosques Andino-Patagónicos, Selva Austral Cordillerana, Bosque Antartándico, Provincia Antartándica, Foresta costera Subantártica, Región de las Selvas Subantárticas, Bosque perennifolio selvático Chileno, Provincia Botánica Antártica, etc.

## Distribución
Según la clasificación de Ángel Lulio Cabrera, esta provincia fitogeográfica comprende gran parte del sur de Chile, desde el paralelo 37° 20' S hasta el paralelo 47° S una angostísima franja lindante del sudoeste de la Argentina, de norte a sur, en las provincias de: Neuquén, Río Negro, y Chubut, con posibles ingreciones en Santa Cruz, en sectores del lago O'Higgins/San Martín, hasta el campo de hielo patagónico norte.
En Chile, sumando los relictos septentrionales, cubre sectores de las siguientes Regiones, de norte a sur: Región de Coquimbo, Región de Valparaíso, Región del Libertador General Bernardo O'Higgins, Región del Maule, Región del Biobío, Región de la Araucanía, Región de Los Ríos, Región de Los Lagos, y la Región Aysén del General Carlos Ibáñez del Campo.
La altitud va desde los 1200 m s. n. m. hasta el nivel del mar en las costas del sudeste del océano Pacífico.

## Afinidades florísticas
Este Distrito fitogeográfico guarda muy estrecha relación con el Distrito fitogeográfico Subantártico Magallánico el cual lo reemplaza hacia latitudes mayores, y con el Distrito fitogeográfico Subantártico del Bosque Caducifolio el cual lo reemplaza hacia una mayor altitud. Un Subdistrito fitogeográfico o variante septentrional de este último se presenta en la formación integrada por el roble-pellín (Nothofagus obliqua), y el raulí (Nothofagus nervosa), ambas especies son características del centro-sur de Chile, encontrándose del lado de la Argentina, sólo en el extremo centro-oeste de la provincia de Neuquén. Algunos autores tratan a esta formación como integrante del Distrito fitogeográfico subantártico valdiviano. 
También está relacionado con el Distrito fitogeográfico Maulino o Bosque esclerófilo de Chile, de la Provincia fitogeográfica de Chile Central o Matorral chileno, el que lo reemplaza hacia latitudes menores; y en menor medida guarda relación con la Provincia fitogeográfica de Juan Fernández, del archipiélago de Juan Fernández.
Mantiene vínculos florísticos con la flora de las islas del Atlántico Sur: Malvinas, Georgias del Sur y Sandwich del Sur, y en menor medida con la flora de la Antártida, y de la lejana Nueva Zelandia, es decir, con el Dominio fitogeográfico antártico, y con el lejano Dominio fitogeográfico neozelandés. 
En el pasado geológico los bosques de tipo valdiviano se extendieron mucho más hacia el norte y este, conectándose con la flora del sur del Brasil, y de las selvas de las Yungas del Norte Argentino de Argentina, Bolivia, y Perú; de aquí proviene el género Chusquea y varios géneros de Mirtáceas, ente otros. También lo hizo hacia el sur, ocupando sus bosques sectores de la península Antártica y las islas Malvinas. Aún quedan relictos boscosos Valdivianos en la cordillera de Aconcagua y en la boca del río Limarí en el bosque de Fray Jorge.

## Características
El Distrito fitogeográfico Subantártico Valdiviano se caracteriza por presentar distintas formaciones de bosques perennifolios, donde generalmente dominan los coihues, tanto el coihue común (Nothofagus dombeyi) como el coihue de Chiloé (Nothofagus nitida) este último en los lugares de menor altitud; los acompañan numerosas dicotiledóneas arbóreas, coníferas, bambúseas, lianas, epifitas, etc. Es el distrito más húmedo de la Provincia fitogeográfica Subantártica. En estos bosques dominan géneros e incluso familias de distribución austral, siendo su flora variada, y riquísima en endemismos. En suelos empapados de humedad son frecuentes los ñadis y las turberas de musgos.
El Distrito Valdiviano comienza desarrollarse donde los acumulados anuales de precipitación son superiores a los 1500 mm. La especie dominante es el coihue. Este imponente árbol que puede superar los 40 m de altura y 2 m de diámetro que crece desde el nivel del mar hasta los 900 m s. n. m., donde comienza el Distrito fitogeográfico Subantártico del Bosque Caducifolio.

## Suelos
Los suelos son rocosos o arenosos, con una fértil capa superficial de cenizas de origen volcánico.

## Relieve
El relieve es montañoso, con valles y lagos de origen glaciar, torrentes, etc. 

## Clima
El clima más característico es el patagónico húmedo, el cual en general es fresco y húmedo, con nevadas en invierno y sin heladas en la temporada cálida en las formaciones a menor altitud, sufriendo los ubicados arriba de los 300 m s. n. m. de riesgo de heladas durante todo el año. Es más templado hacia el norte y hacia el oeste, donde en las proximidades de las costas del Pacífico se presentan los suaves climas: Marítimo fresco y Marítimo cálido, y en algunas quebradas costeras más septentrionales se presenta el clima Mediterráneo marítimo.
El clima térmico es templado en el norte y hacia el oeste, y frío en los contrafuertes andinos. El clima hídrico es húmedo en toda la provincia fitogeográfica, causado por el ingreso de masas de aire húmedo desde el océano Pacífico, que pierden gran parte de su humedad en forma de precipitaciones al colisionar con la cordillera de la Costa primero y luego con la cordillera de los Andes. Las precipitaciones son abundantes todo el año, más aún en el invierno; los acumulados anuales parten de los 1500 mm, superando en algunas zonas los 5000 mm.

## Especies principales
Las comunidades climáxicas de esta Provincia fitogeográfica son los bosque de hayas australes del género Nothofagus perennifolios acompañados de variedad de latifoliadas, coníferas, etc.
Estrato emergenteEn este distrito los árboles emergentes son gigantes, encontrándose especies de entre las más grandes, altas y longevas de Sudamérica y del mundo, alcanzando alturas desde 45 a 55 metros, con ejemplares de la especie Fitrzroya cupressoides que pueden llegar incluso a más de 60 metros de altura, más de 4 metros de diámetro en el tronco y más de 3000 años de antigüedad. Entre las especies que integran este estrato están: el ya mencionado gigante alerce austral o lahuán (Fitzroya cupressoides) y la nothofagacea dominante conocida como  coihue común (Nothofagus dombeyi); el codominante costero coihue de Chiloé (Nothofagus nitida), el ulmo (Eucryphia cordifolia), etc.
El doselCon una altura de 10 a 40 metros, aquí encontramos también grandes árboles de especies como: el ciprés de las Guaitecas (Pilgerodendron uviferum), el olivillo costero o tique (Aextoxicon punctatum), el avellano (Gevuina avellana), el tineo (Weinmannia trichosperma), la tiaca o quiaca (Caldcluvia paniculata), el huinque (Lomatia ferruginea), el espino blanco (Rhaphitamnus cyanocarpus), el mañiu hembra (Saxegothea conspicua), el mañiu macho (Podocarpus nubigena), la tepa o hua-huán (Laureliopsis philippiana), el laurel chileno (Laurelia sempervirens), el sauco del diablo, sauco cimarrón o traumen (Pseudopanax laetevirens); el lingue (Persea lingue), el trevo (Dasyphyllum diacanthoides), etc.
Estrato intermedioDe entre 5 a 10 metros, nos encontramos pequeños árboles, con diversas mirtáceas. Estos son: la luma (Amomyrtus luma), el arrayán (Luma apiculata), la pitra o patagua (Myrceugenia exsucca) la luma blanca Myrceugenia chrysocarpa), el radal (Lomatia hirsuta), varias especies de maitenes, por ejemplo el huayo (Maytenus magellanica); el melí o luma colorada, (Amomyrtus meli), el canelo (Drimys winteri), el boldo (Peumus boldus), el litre (Lithrea caustica), el quillay (Quillaja saponaria), el notro (Embothrium coccineum), el palo de los brujos (Latua pubiflora), la tupa rosada (Lobelia bridgesii), etc.
Estrato arbustivo o sotobosqueEs rico en arbustos y cañas coligües (Chusquea quila, Chusquea culeou y Chusquea argentina). Entre los arbustos, los más conocidos son las berberidáceas como el calafate (Berberis microphylla), Berberis darwinii, Berberis pearcei, la murta (Ugni molinae), el chín-chín (Azara microphylla), Azara lanceolata, el coicopihue (Philesia magellanica), la chaura (Pernettya mucronata), Phacelia magellanica, Baccharis umbelliformis, Baccharis patagonica, Baccharis racemosa, Aristotelia maqui, Escallonia virgata, el siete camisas colorado (Escallonia rubra), Coriaria ruscifolia, Gaultheria, Crinodendron hookerianum, Coriaria ruscifolia, la parrilla (Ribes magellanicum), Ribes trilobum, el pañil (Buddleja globosa), Myrceugenia, el tepú (Tepualia stipularis), Ovidia pillopillo, Rubus geoides, Ugni molinae, el taique (Desfontainia spinosa), etc. Junto a las cascadas o laderas con mucha humedad destacan el pangue (Gunnera tinctoria) , el chilco (Fuchsia magellanica), etc. Destacan también dos especies de helechos gigantes, conocidos como helechos palmilla; uno con apariencia arborescente pero que no es de ninguna de las familias de helechos arborescentes verdaderos: el helecho katalapi o costilla de vaca (Blechnum chilense) que desarrolla un rizoma de hasta casi 2 metros de alto muy parecido a un tronco; y el otro que pertenece a una de las familias de especies arborescentes verdaderas y que llega a desarrollar un rizoma masivo como un estípite (tronco) primitivo: el helecho ampe (Lophosoria quadripinnata).
Estrato herbáceoGeneralmente dominado por varias especies de Amancay, de orquídeas terrestres, de helechos y de multitud de otras especies herbáceas. Destacan: Valeriana lapathifolia, Viola, Mimulus, Codonorchis lessonii, Asarca lutea, Chloraea, Arachnites uniflora, Oxalis valdiviensis, frutilla blanca (Fragaria chiloensis), Lagenophora hirsuta, Adenocaulon chilense, Perezia palustris, Senecio parodii, Senecio otites, Calceolaria, el huiñal (Equisetum bogotense), Nertera depressa, Lobelia tupa, Gunnera magellanica, Gentiana, Uncinia, Blechnum penna-marina, Asplenium, Polystichum, Dryopteris, Macrachaenium gracile, etc.
Estrato epifítico y muscinalAbundan los líquenes, musgos, y parásitas: el quintral (tristerix tetrandrus), Myzodendron punctulatum, Myzodendron brachystachyum, hongos como el llao-llao (Cyttaria darwinii), Phrygilanthus tetrandrus, helechos epifitos, etc. En los sectores de menor altitud abundan la medallita (Sarmienta scandens), y el poe (Fascicularia bicolor), una bromeliácea. En lugares muy húmedos o con problemas de drenaje el suelo está cubierto de una capa de musgo Sphagnum magellanicum.
Estrato escandenteAbundan en los sectores más húmedos y cálidos. Destaca el copihue (Lapageria rosea), la boquila (Boquila trifoliata), la botellita (Mitraria coccinea), Eccremocarpus scaber, Dioscorea brachybotrya, Griselinia ruscifolia, Asteranthera ovata, Cissus striata, Hydrangea integerrima, etc.

## Subdistritos fitogeográficos
A este Distrito fitogeográfico es posible subdividirlo en algunas comunidades o Subdistritos fitogeográficos.
Subdistrito fitogeográfico Subantártico Valdiviano del coihue comúnEs el que se encuentra en los sectores que rodean a los lagos andinos, entre los 400 y los 900 m s. n. m.; son zonas más frescas por causa de la altitud, y con menos de 2500 mm de lluvia anual. Domina ampliamente Nothofagus dombeyi, con algunos ejemplares de ciprés de la cordillera (Austrocedrus chilensis). Existen algunas comunidades edáficas, destacando entre ellas los bosques de arrayanes (Myrceugenella apiculata).
Subdistrito fitogeográfico Subantártico pluvial Valdiviano AndinoSe lo encuentra a la misma altitud que el anterior, pero las precipitaciones anuales son superiores a los 3000 mm. En esta formación la vegetación se enriquece enormemente en especies arbóreas, arbustivas, herbáceas, etc, destacando el aumento de las lianas, y epifitas; los musgos aquí forman gruesos colchones sobre las ramas, asemejándose toda la foresta a una selva tropical transportada a mayores latitudes, con grandes ejemplares del helecho katalapi (Blechnum chilense), formando un pequeño tronco de 50 cm de altura y 15 cm de diámetro, similares a los helechos arborescentes.
Subdistrito fitogeográfico Subantártico pluvial Valdiviano CosteroTambién es llamado «Selva de Chiloé». Es el clímax del Distrito fitogeográfico y la formación de mayor biodiversidad de toda la Provincia fitogeográfica. Se presenta en altitudes que no superan los 200 m s. n. m., y donde las precipitaciones anuales son superiores a los 1600 mm, alcanzando su máximo desarrollo por arriba de los 2500 mm. Mucho de lo dicho para la anterior formación es aplicable en esta, aunque continúa aún más el enriquecimiento de la vegetación con la suma de especies exigentes desde el punto de vista térmico, así como la profusión de lianas, y de epifitas; por lo que la imagen de selva tropical se refuerza. Aquí el coihue común comparte la dominancia con el coihue de Chiloé (Nothofagus nitida), amén de multitud de especies arbóreas, tanto latifoliadas siempreverdes como algunas coníferas. Se distribuye principalmente en las faldas occidentales de la cordillera de la Costa y en la región del archipiélago de Chiloé.